# Wegberg

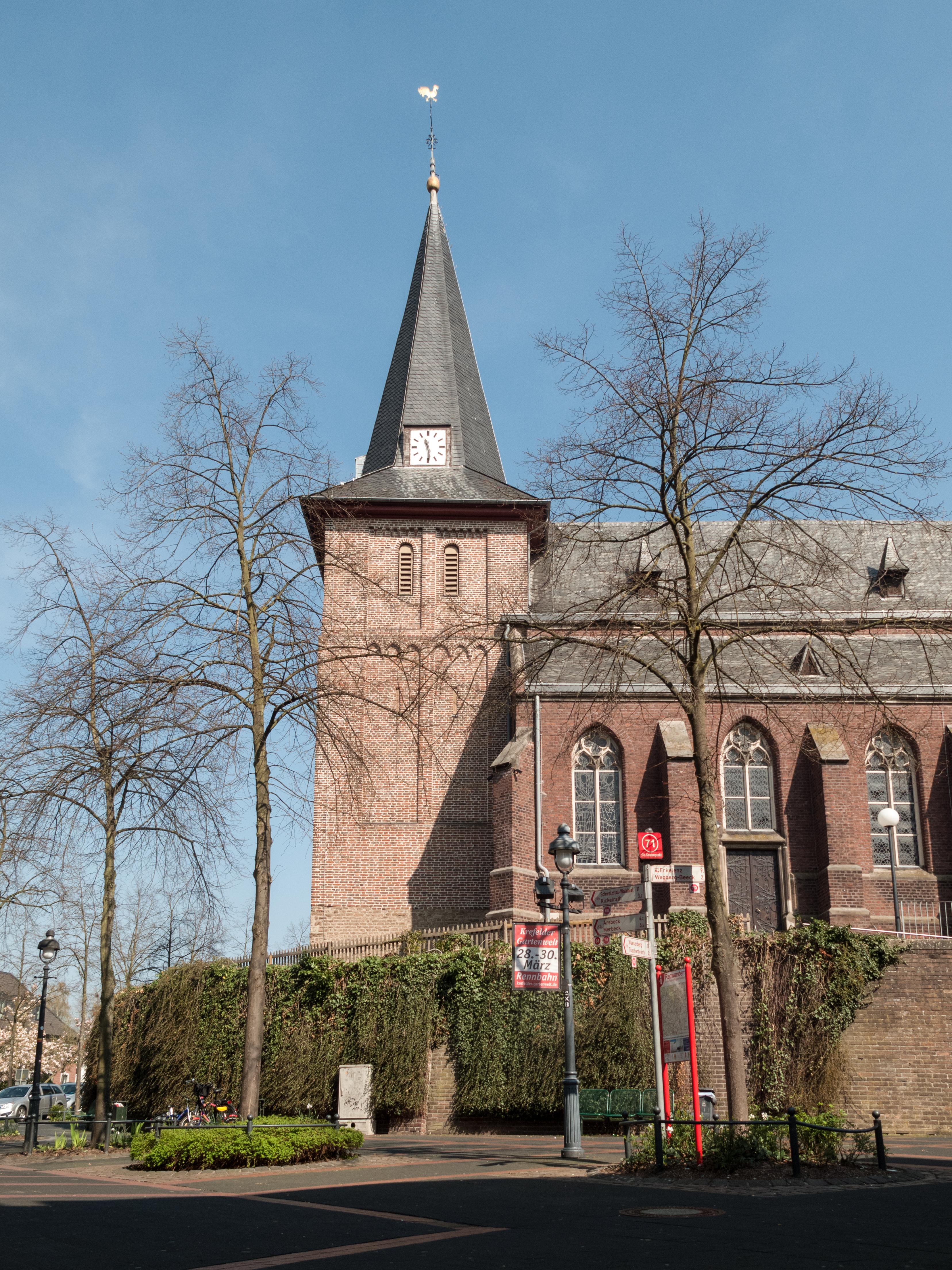
Wegberg, église: die Pfarrkriche Sankt Peter und Paul

Wegberg est une ville de Rhénanie-du-Nord-Westphalie (Allemagne), située dans l'arrondissement de Heinsberg, dans le district de Cologne, dans le Landschaftsverband de Rhénanie. Michael Stock, membre du SPD, est maire de la ville depuis 2014.

## Personnalités liées à la commune
- Damian Cronin (1963 -), joueur écossais de rugby à XV, évoluant au poste de deuxième ligne, né à Wegberg
- David Phillips (1963 -), joueur de football britannique, international gallois, né à Wegberg
- Jon Dunbar (1980 -), joueur écossais de rugby à XV, évoluant au poste de troisième ligne, né à Wegberg